# Setanta-quatre
El setanta-quatre és un nombre natural que segueix el setanta-tres i precedeix el setanta-cinc. S'escriu 74 o LXXIV segons el sistema de numeració emprat. És un nombre defectiu.

## En altres dominis
- És el nombre atòmic del tungstè.
- Designa l'any 74 i el 74 aC.